# Сценарий командной строки
Сценарий кома́ндной стрoки, или сценарий командной оболочки (англ. shell script), — программа, выполняемая командной оболочкой операционной системы. Наиболее часто термин применяется к скриптам, написанным для Bourne shell — программной оболочки систем UNIX.

## В Unix
В Unix-подобных операционных системах нет требований к расширению имени файла, однако для скриптов командной оболочки выделено расширение .sh. Наиболее простые операции, выполняемые такими скриптами, — вывод текста и базовые операции с файлами.
Для запуска скрипта необходимо ввести в эмулятор терминала с запущенным shell путь к файлу скрипта и аргументы (например, ./myscript.sh -switches—switch—file1 file2). Аргументы пишутся через пробел. Среди разработчиков скриптов существует соглашение давать пользователю возможность менять режим работы скрипта исключительно через аргументы, начинающиеся с дефиса: одинарный дефис для аргументов длиной в один символ (при этом после дефиса может быть указано сразу несколько ключей, например, -abcd эквивалентно -a -b -c -d), или двойной дефис для аргументов длиной в два и более символов (например, --help, --switch-with-very-long-name). Двойной дефис, окружённый пробелами, указывает, что следующие за ним токены не являются аргументами. Для упрощения следования этим соглашениям во многие UNIX-подобные системы включена программа getopt, упрощающая разбор аргументов. Также обычной практикой является вывод справки при передаче аргумента --help. Ещё один способ получить справку (для стандартных скриптов) — воспользоваться утилитой man.
Пример скрипта, конвертирующего изображения формата .jpg в формат .png:
```
#!/bin/bash

for
 
jpg
;
 
do
 
# использовать $jpg для каждого имени файла по очереди

    
png
=
"
${
jpg
%.jpg
}
.png"
                    
# получить PNG-версию имени файла .jpg с .png

    
echo
 
converting
 
"
$jpg
"
 
...
               
# сообщение для пользователя

    
if
 
convert
 
"
$jpg
"
 
jpg.to.png
 
;
 
then
      
# использовать утилиту convert для создания временного PNG-файла

        
mv
 
jpg.to.png
 
"
$png
"
                 
# если сработало, переименовать временный PNG-файл, дав требуемое имя

    
else
                                     
# ...иначе напечатать сообщение об ошибке

        
echo
 
'jpg2png: ошибка: результат сохранён в "jpg.to.png".'
 
>
&
2

        
exit
 
1

    
fi
                                       
# конец "if"

done
 
# конец "for"

echo
 
"Успешно преобразовано"
 
# сообщение об успехе

exit
 
0

```

## В Windows
В Windows скрипты командной строки существуют в виде пакетных файлов и записываются в файл с расширением .bat, .cmd или .btm. Компиляции или другой специальной обработки файла для его запуска не требуется: достаточно написать его код и сохранить текстовый файл как пакетный.